# Луговий (Ніколаєвський район)
Луговий (рос. Луговой) — селище в Ніколаєвському районі Ульяновської області Російської Федерації.
Населення становить 13 осіб. Входить до складу муніципального утворення Ніколаєвське міське поселення.

## Історія
Від 2004 року входить до складу муніципального утворення Ніколаєвське міське поселення.

## Населення
| 1996 | 2010 |
| ---- | ---- |
| 48   | ↘13  |